# Myriopholis rouxestevae
Myriopholis rouxestevae — вид змій родини струнких сліпунів (Leptotyphlopidae). Мешкає в Західній Африці.

## Поширення і екологія
Myriopholis rouxestevae відомі з низки місцевостей, розташованих на південному сході Сенегалу (зокрема, в околицях міст Ндебу і Ібель), на південному заході Малі (округ Кангаба в провінції Кулікоро) та у Гвінеї. Вони живуть на сільськогосподарських угіддях. Ведуть риючий спосіб життя. Живляться мурахами і термітами. Відкладають яйця.